# HD46378
HD46378 — хімічно пекулярна зоря спектрального класу
F й має видиму зоряну величину в смузі V приблизно  8,5.